# 盆帰り (曲)
「盆帰り」（ぼんがえり）とは、中村雅俊の楽曲で、5枚目のシングル。1976年5月25日に日本コロムビアから発売された。

## 概要
デビュー曲「ふれあい」から前作「俺たちの旅」までタイアップ作品が続いたが、デビュー以来はじめてタイアップ無しでのシングルとなった。

## 収録曲
全作詞・作曲：小椋佳　編曲：安田裕美

### A面
1. 盆帰り（4分45秒）

### B面
1. 風のない日（2分53秒）